# Polder Klein-Vrijenban
Polder Klein-Vrijenban is de naam van een polder en voormalig waterschap in de gemeente Vrijenban (later Delft) in de Nederlandse provincie Zuid-Holland.
Het waterschap was verantwoordelijk voor de waterhuishouding in de polder.
De polder grenst in het zuiden aan Bieslandse Bovenpolder en in het noorden aan de Broekpolders (waar de woonwijk Ypenburg is gelegen).

## Huidig gebruik
Het oostelijk deel is bebouwd gebied (woonwijken Delft-Noord en Rijswijk-Zuid), in het westelijke deel liggen de Nootdorpse Plassen.